# Tennessee (lớp thiết giáp hạm)
Lớp thiết giáp hạm Tennessee là một lớp thiết giáp hạm thế hệ dreadnought của Hải quân Hoa Kỳ; bao gồm hai chiếc Tennessee và California. Là một phần của chương trình "Thiết giáp hạm kiểu Tiêu chuẩn" của Hải quân Mỹ, chúng được nâng cấp đáng kể trong những năm giữa hai cuộc thế chiến, và đã hoạt động tích cực trong Chiến tranh Thế giới thứ hai trước khi được cho ngừng hoạt động và tháo dỡ sau khi chiến tranh kết thúc.

## Thiết kế
Tennessee và con tàu chị em California, vốn đã tích hợp nhiều cải tiến cho lớp New Mexico, là những thiết giáp hạm Mỹ đầu tiên được chế tạo theo một thiết kế lườn "hậu-Jutland". Nhờ kết quả của những thí nghiệm rộng rãi và thử nghiệm thiết kế mới, việc bảo vệ lườn tàu dưới nước chắc chắn hơn so với các thiết giáp hạm trước đây; và cả dàn pháo chính lẫn dàn pháo hạng hai đều được trang bị các hệ thống điều khiển hỏa lực.
Vì lớp Tennessee có các tháp pháo của dàn pháo chính 356 mm (14 inch) có thể nâng lên đến 30 độ thay vì 15 độ, pháo hạng nặng có thể bắn xa hơn 9 km (10.000 yard) so với các lớp thiết giáp hạm trước đây; và vì chúng bắt đầu mang theo các thủy phi cơ để quan sát điểm đạn rơi tầm xa, Tennessee có thể bắn qua "bên kia đường chân trời" giúp cho chúng có được lợi thế chiến thuật đáng kể.
Lớp Tennessee, cùng với ba chiếc thuộc lớp Colorado tiếp nối, được nhận biết bởi hai cột ăn-ten dạng lồng nặng nề nâng đỡ đầu kiểm soát hỏa lực lớn, ống khói đôi và không có các tháp súng hạng hai dọc theo lườn tàu. Các đặc tính này phân biệt "Big Five" (năm ông lớn) khỏi lực lượng thiết giáp hạm còn lại (những lớp thiết giáp hạm cũ hơn có các cột buồm dạng lồng được thay thế bởi cột ăn-ten ba cột khi được hiện đại hóa trong những năm giữa hai cuộc thế chiến; và được chế tạo với một ống khói duy nhất và tháp súng hạng hai dưới lườn tàu).

## Nâng cấp
Sau khi bị hư hại bởi cuộc tấn công Trân Châu Cảng, cả hai chiếc (cùng với chiếc West Virginia thuộc lớp Colorado) được tái cấu trúc rộng rãi thành những con tàu hầu như hoàn toàn mới. Lườn tàu được "bầu" ra để có độ cân bằng tốt hơn; cấu trúc thượng tầng được tháo dỡ cho đến sàn tàu và hoàn toàn cấu trúc lại; dàn pháo hạng hai 127 mm (5 inch)/51 caliber và pháo phòng không 76 mm (3 inch)/50 caliber được thay thế bởi dàn pháo hạng hai đồng nhất 5 in (130 mm)/38 caliber đa dụng (chống hạm và phòng không), cũng như được bổ sung một số vũ khí phòng không 20 và 40 mm. hai ống khói được thay thế bằng một ống khói duy nhất bố trí vào tháp cấu trúc thượng tầng tương tự như lớp South Dakota (1939) mới hơn.

## Thiết giáp hạm kiểu "Tiêu chuẩn"
Lớp Tennessee là một phần của chương trình "Thiết giáp hạm kiểu Tiêu chuẩn" của Hải quân Mỹ, một khái niệm thiết kế để Hải quân có được một hàng thiết giáp hạm gồm những tàu chiến đồng nhất (rất quan trọng, vì nó cho phép vạch kế hoạch cơ động cả hàng tàu chiến thay vì phải tách ra "cánh nhanh" và "cánh chậm") Khái niệm "Tiêu chuẩn" bao gồm hỏa lực tầm xa, tốc độ trung bình 39 km/h (21 knot), bán kính lượn vòng hẹp khoảng 640 m (700 yard) và cải thiện việc kiểm soát hư hỏng. Những lớp thiết giáp hạm "Tiêu chuẩn" khác bao gồm Nevada, Pennsylvania, New Mexico và Colorado.
Theo lý thuyết trong việc vạch kế hoạch phát triển cho Hải quân Mỹ, vốn chịu ảnh hưởng nặng bởi lý thuyết của Alfred Thayer Mahan, khả năng đánh chìm tàu chiến đối phương chỉ là thứ yếu so với việc chiến thắng một trận đánh, vì mục đích của hải chiến xem ra có thể dễ dàng đạt đến khi chiếm được mục tiêu. Do đó, học thuyết cho rằng tiến đến được một mục tiêu sẽ buộc lực lượng hải quân đối phương phải xuất trận, đối đầu và bị tiêu diệt bởi một lực lượng thiết giáp hạm của Hải quân Mỹ có hỏa lực mạnh hơn và vỏ giáp dày hơn.

## Những chiếc trong lớp
Hai chiếc thiết giáp hạm thuộc lớp Tennessee đã được chế tạo cho Hải quân Hoa Kỳ:
| Tàu        | Đặt lườn             | Hạ thủy              | Hoạt động           | Số phận                                                                         |
| Tennessee  | 14 tháng 5 năm 1917  | 30 tháng 4 năm 1919  | 3 tháng 6 năm 1920  | Ngừng hoạt động 14 tháng 2 năm 1947; bị bán để tháo dỡ ngày 10 tháng 7 năm 1959 |
| California | 25 tháng 10 năm 1916 | 20 tháng 11 năm 1919 | 10 tháng 8 năm 1921 | Ngừng hoạt động 14 tháng 2 năm 1947; bị bán để tháo dỡ ngày 10 tháng 7 năm 1959 |